# Gródek (powiat wysokomazowiecki)
Gródek – wieś w Polsce położona w województwie podlaskim, w powiecie wysokomazowieckim, w gminie Klukowo.
W latach 1975–1998 miejscowość należała administracyjnie do województwa łomżyńskiego.
Wierni kościoła rzymskokatolickiego należą do parafii Zmartwychwstania Pańskiego w Kuczynie.

## Historia
Wieś powstała prawdopodobnie w XI w. Grodek był wymieniony wśród włości kościoła płockiego w wieku XIII.
W 1484 roku należał do rodziny Kuczyńskich herbu Ślepowron. W 1547 roku orzeczono, że Stanisław i Klemens z synowcami, mają 50 łanów chełmińskich w Kuczynie, Gródku, Trojanówku, Wichowie i Żabińcu i mają stawić 5 koni na wyprawę wojenną.
W XVI i XVII w. dokonano wielu działów. Wzmiankowani są tacy właściciele (często częściowi) jak:
- 1577 – synowie i wnukowie Stanisława i Klemensa
- Stanisław, syn Jana Klementowicza (syna Klemensa) wraz z braćmi: Maciejem i Janem
- 1647 – Marcin, syn Stanisława
- Stanisław (brata Klemensa)
- Abraham i jego syn, również Abraham, zwany Malusem

Pod koniec XVII w. większość działów wykupił Walenty Kuczyński, sędzia grodzki, drohicki. Majątek ten odziedziczyli jego synowie Wiktoryn i Marcin. Właścicielem większej części Gródka został Marcin Kuczyński, który zmarł w 1752 roku, nie pozostawiając potomka. Za jego czasów wioska zupełnie zmieniła charakter. Z osady drobnoszlacheckiej stała się wsią dworską zamieszkaną przez chłopów.
Po śmierci Marcina Kuczyńskiego dobra kuczyńskie odziedziczył jego bratanek Kazimierz Kuczyński (syna Wiktoryna). W 1756 dobra klukowskie i kuczyńskie z Gródkiem stały się własnością Józefa Kuczyńskiego, syna Kazimierza, który zginął tragicznie w 1805. Majątek odziedziczył jego bratanek Józef Leon hrabia Starzeński.
W roku 1827 miejscowość liczyła 11 domów i 121 mieszkańców.
Do 1857 wieś stanowiła własność hrabiów Starzeńskich, tak jak całe dobra kuczyńskie, następnie przeszła na własność rodziny Leśniewskich. W 1864 roku została uwłaszczona. Powstało 26 gospodarstw rolnych na 264 morgach powierzchni.
Słownik Geograficzny z 1880 roku informuje: Gródek - wieś, powiat mazowiecki, gmina Klukowo, parafia Kuczyn.
W 1921 roku w miejscowości znajdowały się 32 domy z 215 mieszkańcami, wśród nich 3 osoby narodowości rosyjskiej..

## Majątek w Gródku
Folwark ziemski w Gródku został wyodrębniony z dóbr kuczyńskich po roku 1864. Przed 1908 r. należał do Józefa Szulborskiego.
W 1921 r. były tu 3 domy z 96 mieszkańcami, najczęściej fornalami. Właścicielem folwarku był Józef Maruszewski, posiadający 167 ha ziemi. W prowadzeniu majętności pomagali mu: Walendziak i Stanisław Goga. Następnie dzierżawcą ziemi był emerytowany major kawalerii Henryk Ortwein.. Właściciel zmarł w połowie lat 30. Spadkobiercy Maruszewskiego sprzedali gospodarstwo Henrykowi Ortweinowi, plenipotentowi Klukowa i wójtowi tej gminy. W latach 1941–1944 występował on jako Niemiec.
Po wyzwoleniu część majątku rozparcelowano, a na pozostałym kawałku zorganizowano Spółdzielnię Kółek Rolniczych. W budynkach folwarcznych przez pewien czas funkcjonowała szkoła rolnicza.

## Obiekty archeologiczne
- cmentarzysko założone około roku 100 p.n.e. wykorzystywane przez ludność kultury przeworskiej[10]

## Współcześnie
Wieś rolnicza. Produkcja roślinna podporządkowana przede wszystkim hodowli krów mlecznych.